# Matt Foreman (działacz LGBT)

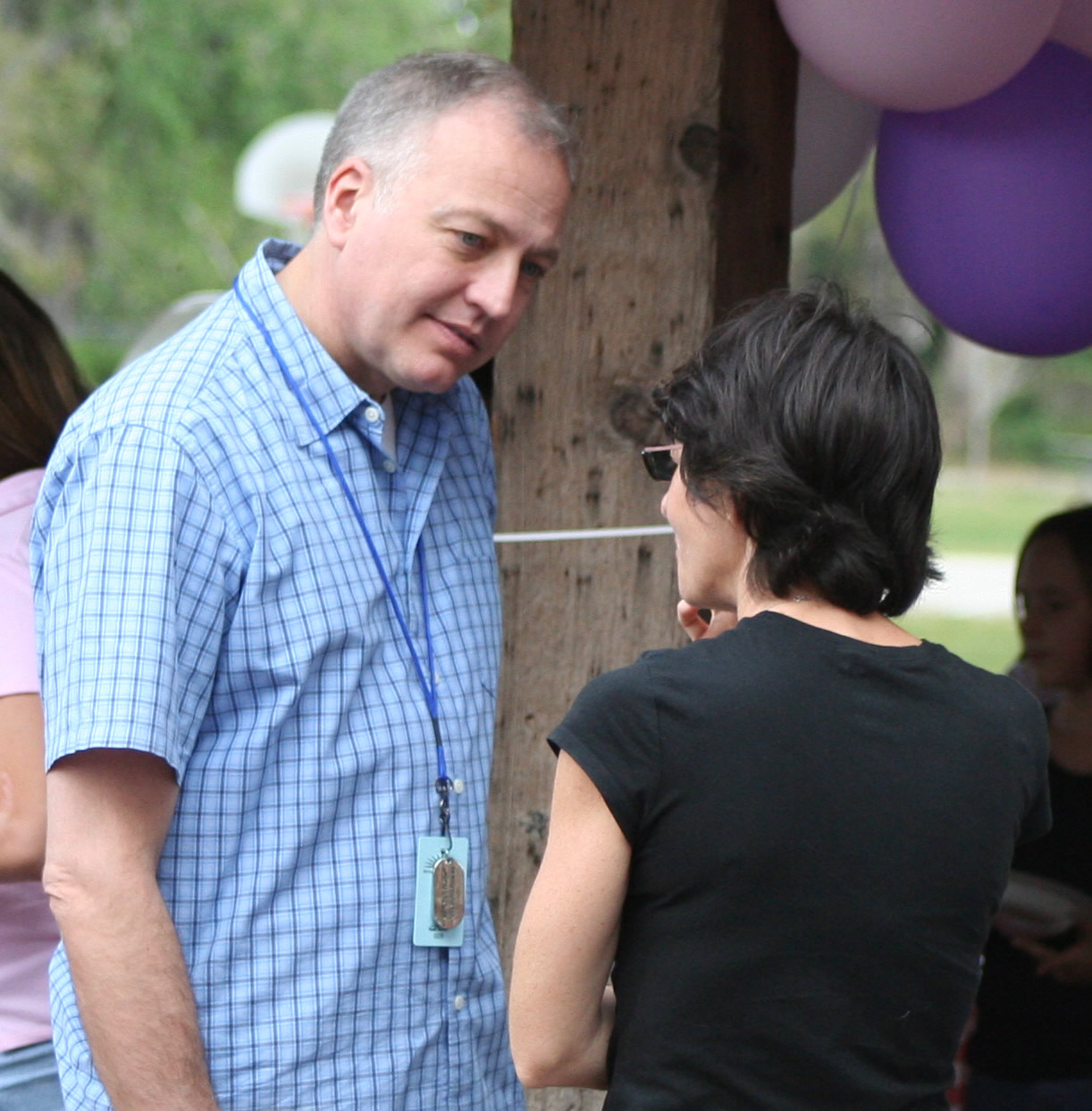
Matt Foreman, 2007

Matt Foreman – amerykański działacz społeczny związany z ruchami obrony praw osób ze środowisk LGBT (lesbijek, gejów, biseksualistów i transseksualistów).

## Działalność
Matt Foreman był prezesem NYC Gay & Lesbian Anti-Violence Project w latach 1990–1996 oraz Empire State Pride Agenda od 1997 do 2003. Był także prezesem National Gay and Lesbian Task Force od maja 2003 do 2008.
Foreman jest członkiem założycielem Heritage of Pride, grupy obecnie zajmującej się organizacją gejowskich parad w Nowym Jorku.